# Relació jurídica
Relació jurídica és l'element més important des del punt de vista del dret subjectiu, així com la norma jurídica ho és des del punt de vista objectiu. Per tant, s'entén que la relació humana o de vida és aquella que en ser reconeguda i integrada en el supòsit de fet d'una o diverses normes, produeix conseqüències jurídiques (Miguel Reale).
Moucher Zorraquin considera que la relació que s'estableix entre persones (subjecte jurídic), al com una norma assigna determinades conseqüències. Per tant, les relacions socials que es presenten, produeixen conseqüències jurídiques en la qual poden identificar-se els subjectes que intervenen en la relació.
Les diferents relacions socials de les quals poden ser partícips els individus estan previstes jurídicament, és a dir, que existeix una regulació per a aquestes. D'aquestes relacions es deriven uns drets i deures que vinculen a les parts concernents i la materialització de les quals es manifesta en posicions de poder i de deure, respectivament.
Pel que fa al contingut de les relacions jurídiques, s'han establert quatre tipus:
1. Relacions obligatòries: el deure complir els drets de l'altre subjecte (devolució del préstec al banc).
2. Relacions jurídic-reals: el dret d'obrar com consideri oportú el propietari dels béns que posseeix, i que tal dret forma part dels drets reals (dret de propietat…).
3. Relacions familiars: dirigides a garantir el marc d'aquestes institució (dret d'aliments entre parents).
4. Relacions hereditàries o successòries: drets i deures dels successors d'una persona morta.
Hi ha relacions que són autònomes i, per tant, constitueixen una sola relació jurídica, es diu que són relacions independents (matrimoni). No obstant això es diferencien unes altres l'origen de les quals procedeix d'una relació anterior ja existent i a la qual se subordina; són les relacions dependents (subarrendament).
L'estructura de tota relació jurídica comprèn:
- Subjectes: els individus que es relacionen, ja siguin persones físiques o jurídiques. Es determinen dues posicions:
  - Una de poder, en la qual s'atorguen uns drets al subjecte actiu que el legitimen per a reclamar una conducta determinada a favor del compliment dels seus drets, ja siguin per mitjà de:
    - Drets subjectius: facultats sobre l'exigència de certes conductes o sobre una cosa en benefici particular.
    - Potestats: autoritza a una persona perquè la pàtria potestat dels pares sobre els seus fills menors d'edat actuï en interès de la part sotmesa.
    - Drets potestatius: per voluntat unilateral la relació es pot veure alterada, modificada o destruïda (subscriure/anul·lar un contracte, modificar…).
    - Representant: actua per compte i en nom d'altres persones.

  - Una de deure, l'obligació o subordinació pel compliment dels drets del subjecte actiu.

- Objecte: parteix de la realitat social limitada per la relació, concretada en els interessos i béns, ja especificats en una classificació anterior.

- Contingut: conjunt de drets i deures que es reparteixen entre els subjectes actius i passius.

## Pressupostos
1. Alteritat. Perquè existeixi una relació real ha d'haver-hi almenys dos subjectes. La relació d'alguna cosa amb si mateixa no és real, sinó merament mental o de raó (el qual no significa que sigui rellevant). Que algú tingui drets i algú altre tingui deures. A vegades això planteja dificultats per qualificar certs deures i certes relacions jurídiques: el cas dels deures amb un mateix; en particular, el tema del suïcidi, per exemple. El cas de les relacions on ho existeixi certa comunitat entre els subjectes (relacions intrafamiliars) en la titularitat sobre els objectes i els consegüents drets i deures.
2. Igualtat. Ha de ser possible que els subjectes siguin mínimament iguals. No és necessari que siguin absolutament iguals, n'hi ha prou amb poder complir el deure o deures que comporta tota relació jurídica. Hi ha casos on no resulta plenament possible que un dels subjectes compleixi plenament amb el seu deure. Per exemple, en les relacions entre pares i fills, o entre l'individu i la comunitat social (antigament anomenada "pàtria", i avui anomenada per alguns "nació"). Aquí hi ha deute en sentit propi, però no igualtat. Aquestes relacions, fins on es pot satisfer el deure, són jurídiques. L'ètica clàssica utilitzava la paraula "pietas" (pietat) per referir-se a aquestes relacions.

## Elements interns
a) Element subjectiu. Són els subjectes que el componen. Està integrat pel subjecte actiu, titular dels drets, i els subjectes de dret, és a dir, les persones físiques i entitats a les que l'ordre jurídic atribueix la condició de subjectes de dret, quedant exclosos de tal condició els éssers irracionals i les entitats inanimades desprevingudes de personalitat jurídica.
b) L'objecte de la relació. És la cosa en relació amb la qual s'ha produït la relació jurídica. Es reconeix en la denominació d'objecte de la relació jurídica a la conducta o conductes que constitueix el contingut d'aquesta. Convé doncs diferenciar amb claredat l'objecte en el sentit estricte del que pot ser el motiu o causa de la relació jurídica i la cosa sobre la qual recau: 
- El motiu o causa de la relació jurídica són les raons que impulsen la seva instauració).
- La cosa sobre la qual recau la relació jurídica és la realitat que serveix de referència a l'interès dels subjectes que la institueixen.

c) El vincle d'atribució. És necessari que existeixi un vincle o nexe d'atribució entre el subjecte actiu i el subjecte passiu, de manera que al primer li correspon, com a l'altre vessant de la relació, l'obligació del segon (subjecte passiu) i viceversa. Confereix als subjectes de la relació la legitimació per pretendre o exigir una cosa determinada.